# 鹿角蹄盖蕨
鹿角蹄盖蕨（学名：Athyrium araiostegioides），为蹄盖蕨科蹄盖蕨属下的一个植物种。